# Johann von Nassau-Dillenburg
Johann von Nassau-Dillenburg († 1429/1430/1433) war Dompropst in Münster und Domherr in Köln.

## Leben
Johann von Nassau-Dillenburg war ein Sohn von Johann I. Graf von Nassau zu Dillenburg und dessen Ehefrau Margarethe von der Mark.
Vielleicht schon seit 1382, spätestens seit 1423 war er Domherr in Köln. Papst Bonifatius IX. nahm ihn am 13. Januar 1392 als Familiaren auf.
Nach der Resignation seines Bruders Engelbert von Nassau-Dillenburg war er seit 1404 Dompropst zu Münster. Außerdem war er Archidiakon in Lüttich. 1421 verzichtete Johann von Nassau-Dillenburg auf die Dompropstei in Münster.
Nach seinem Rücktritt heiratete er, starb aber wohl bald darauf. Seine Tochter wurde Nonne in Köln.